# Likiep

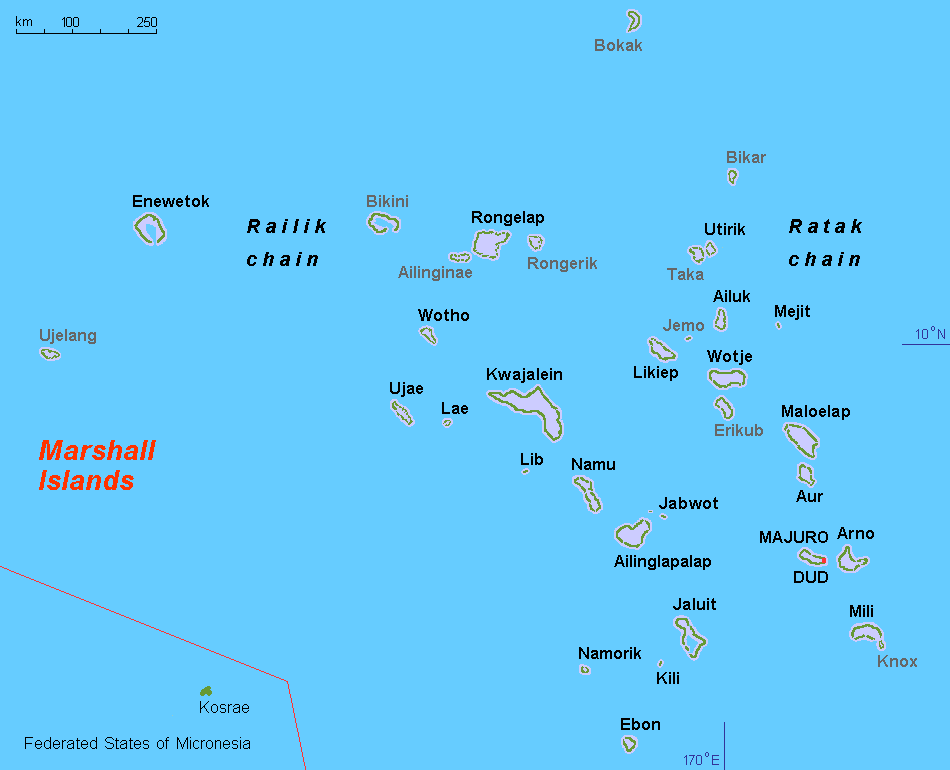
Marshallöarna, Likiep i mitten på kartan

Likiep (Marshallesiska Likiep) är en atoll bland Rataköarna i norra Stilla havet och tillhör Marshallöarna.

## Geografi
Likiep ligger ca 300 km nordväst om huvudön Majuro.
Atollen är en korallatoll och har en total areal om ca 434, 3 km² med en landmassa på ca 10,26 km² och en lagun på ca 424,01 km². Atollen består av ca 64 öar och den högsta höjden är på endast ca 10 m ö.h. De större öarna är
- Likiep, huvudön
- Melang
- Jebal
- Mwaat

Befolkningen uppgår till ca 500 invånare. Förvaltningsmässigt utgör atollen en egen "municipality" (kommun).

## Historia
Rataköarna har troligen bebotts av mikronesier sedan cirka 1000 f.Kr.
Likiep upptäcktes den 5 januari 1565 av spanske kapten Alonso de Arellano som då dock aldrig landsteg. I november 1817 landsteg den ryske upptäcktsresanden Otto von Kotzebue och utforskade ön lite. Öarna hamnade senare under spansk överhöghet.
Neuguinea-Compagnie, ett tyskt handelsbolag köpte ögruppen från Spanien och etablerades sig på Rataköarna kring 1885 och öarna blev då ett eget förvaltningsområde tills de i oktober 1885 blev ett tyskt protektorat och då blev del i Tyska Nya Guinea.
Under första världskriget ockuperades området i oktober 1914 av Japan som även erhöll förvaltningsmandat, det Japanska Stillahavsmandatet, över området av Nationernas förbund vid Versaillesfreden 1919.
Under andra världskriget användes ögruppen som militärbas av Japan tills USA erövrade området 1944. Därefter hamnade ögruppen under amerikansk överhöghet. 1947 utsågs Marshallöarna tillsammans med hela Karolinerna till "Trust Territory of the Pacific Islands" av Förenta nationerna och förvaltades av USA.

## Fotnoter
1. ↑  http://marshall.csu.edu.au/Marshalls/html/atolls/likiep.html
2. ↑  Marshall Islands
3. ↑  http://www.statoids.com/ymh.html
4. ↑  http://marshall.csu.edu.au/Marshalls/html/Shiplist/Likiep.html